# Nederlands Israëlietisch Seminarium
Het Nederlands Israëlietisch Seminarium (NIS) is een onderwijsinstelling in Amsterdam voor Joodse onderwijzers en rabbijnen.

## Geschiedenis

### Voorloper
De Amsterdamse opperrabbijn Arjeh Leib richtte in 1714 Beth Hamidrasj Ets Haim op. Deze leerschool richtte zich op het gezamenlijk houden van leeroefeningen en het geven van onderwijs aan minvermogende jonge joden. In 1760 werd door Leibs zoon, opperrabbijn Saul Löwenstamm (1717-1790), de stichting Sa'adat Bachoeriem opgericht, die met behulp van schenkingen ook aandacht schonk aan de levensbehoeften van de leerlingen. Vanaf 1781 werden ook zoons van mensen die ten minste een jaar lid waren van deze stichting toegelaten als leerling. De school kreeg een officiële status in 1810, waardoor de leerlingen konden worden vrijgesteld van militaire dienst. 

### Nederlandsch Israëlietisch Seminarium
Bij Koninklijk Besluit van 26 februari 1814 werd het Nederlandsch Israëlietisch Seminarium (NIS) opgericht. Het NIS was gevestigd aan de Rapenburgerstraat in de Amsterdamse Jodenbuurt, naast het Nederlands Israëlitisch Meisjesweeshuis.
In de tweede helft van de 19e eeuw werd Joseph Hirsch Dünner als rector aan het NIS verbonden. Hij reorganiseerde de school en moderniseerde het onderwijs in de rabbijnse literatuur. Er werd aan het seminarium een gymnasium verbonden, waardoor leerlingen konden doorstromen naar de universiteit. Leerlingen van Dünner waren onder anderen Abraham Samson Onderwijzer en Tobias Tal, beiden later opperrabbijn.

### Na de oorlog
Tijdens de Tweede Wereldoorlog werd het grootste deel van de docenten en leerlingen om het leven gebracht. Rabbijn Schuster was vanaf 1948 rector a.i. na de oorlog. Het voormalig schoolgebouw kreeg een nieuwe bestemming en het onderwijs werd elders ondergebracht.
In 1982 werd een pand aan de Gerrit van der Veenstraat gehuurd en vanaf 2009 is het Seminarium gevestigd aan de Nieuw Herlaer, in het gebouw van basisschool Rosj Pina. 
In 2011 kwam de opleiding in opspraak na een artikel van HP/De Tijd, waarin onder andere werd vermeld dat de instelling onjuist zou omgaan met overheidssubsidie. Het NIS bracht een persbericht uit waarin de (deels anonieme) aantijgingen in het artikel werden weersproken. De Raad voor de Journalistiek oordeelde later dat de schrijvers "grenzen hebben overschreden van hetgeen – gelet op de eisen van journalistieke verantwoordelijkheid – maatschappelijk aanvaardbaar is, door over het Nederlands Israëlitisch Seminarium (...) te berichten op de wijze zoals zij hebben gedaan."

## Doelstellingen
Doelstellingen van het NIS zijn:
- "verspreiden van kennis van het jodendom; de colleges zijn bestemd voor leden van het NIK en het P.I.K., alsmede op grond van de Halacha toegelaten cursisten, zulks ter beoordeling van de rector;
- opleiden tot docent, rabbijn en religieuze functionaris voor gemeenten, aangesloten bij het NIK;
- wetenschappelijk onderzoek op religieus terrein en publicatie van resultaten daarvan
- verspreiden van kennis van het Jodendom"[7]

## Rectoren
Lijst van voormalige rectoren van het Nederlandsch Israëlietisch Seminarium (onvolledig):
- Joseph Hirsch Dünner (1865-1911)
- Philip Joachim Benjamin Gobits (1911-1917)[8]
- Lion Wagenaar (1918-1930?)
- Isaäk de Jongh (conrector, weigerde driemaal rectoraat[9], 1930? -1943?)
- Aron Schuster (1948-1973)
- Raphael Evers (heden)